# Tetramoriini
Tetramoriini zijn een geslachtengroep van mieren uit de onderfamilie knoopmieren (Myrmicinae).

## Geslachten
- Rhoptromyrmex
- Strongylognathus
- Tetramorium

Eerder werden ook de geslachten Anergates en Teleutomyrmex in deze groep onderscheiden, maar alle soorten uit deze geslachten zijn, op basis van fylogenetisch onderzoek waarvan de resultaten in 2015 verschenen, opgenomen in Tetramorium.